# Scotland Yard (gra)
Scotland Yard – gra planszowa, w której zespół policjantów (od 2 do 5 graczy) ma za zadanie wyśledzenie Pana X, w którego wciela się jeden z graczy. Plansza reprezentuje Londyn z zaznaczonymi liniami metra, autobusów oraz trasami taksówek. Nazwa gry pochodzi od głównej siedziby policji w Londynie.
Autorami gry jest zespół projektantów Ravensburgera w składzie: Manfred Burggraf, Dorothy Garrels, Fritz Ifland, Werner Scheerer, Werner H. Schlegel i Wolf Hörmann. W grze może wziąć udział od 3 do 6 graczy. Gra została wydana po raz pierwszy w 1983 roku przez wydawnictwo Ravensburger i w tym samym roku otrzymała tytuł Spiel des Jahres.
Została również wydana wersja elektroniczna na system operacyjny Android.

## Rozgrywka
Jeden gracz kontroluje Pana X, kryminalistę, którego położenie na planszy jest znane pozostałym graczom co kilka tur. Każdy z pozostałych graczy kontroluje detektywa – pionki, których położenie jest zawsze znane. Każdy z graczy może poruszać się jedynie zaznaczonymi trasami: metrem, autobusem lub taksówką. Ponadto Pan X może w wyjątkowych sytuacjach poruszać się promem po Tamizie. Największe odległości można pokonać w jednej kolejce poruszając się metrem, średnie autobusami i bardzo krótkie przy pomocy taksówek. Do każdego punktu przesiadkowego może być podłączonych do kilka tras, ale nie każdego rodzaju. Najwięcej jest punktów, które łączą się pomiędzy sobą tylko trasami taksówek. Każdy z graczy na początku rozgrywki otrzymuje określoną przepisami liczbę biletów (żetonów) na metro, autobusy lub taksówki, którymi płaci za każdy ruch. W związku z tym posiada ograniczoną liczbę ruchów, które może wykonać poszczególnymi środkami transportu. Gracze reprezentujący policjantów płacą za ruch przez przekazanie żetonu środka komunikacji, z którego korzystają, do puli biletów Pana X. W ten sposób jest zwiększana pula biletów, które może wykorzystać Pan X. Ponadto Pan X dysponuje dodatkowymi żetonami:
- bilet 2x pozwalający na dodatkowy ruch w jednej kolejce
- (black ticket) ukrycie przed pozostałymi graczami, jakim środkiem komunikacji się poruszał. Bilety te umożliwiają również pływanie po Tamizie.

Początkowe ustawienie pionów graczy ustala się przez losowanie żetonów z numerami pól (miejsc połączeń tras). Jedyną osobą, która nie ujawnia wylosowanego miejsca jest Pan X. W przypadku ruchu Pana X, pozostali gracze znają tylko środek transportu, którym się porusza, a jego kolejne ruchy są odnotowywane na specjalnej tabliczce, który przykrywa każdy zapis żetonem odpowiadającym środkowi komunikacji, którego użył. Dzięki temu pozostali gracze mogą cały czas analizować, jakie kolejne ruchy wykonał Pan X nie znając lokacji w której się znalazł. Po trzecim ruchu Pana X (i każdym następnym piątym) ujawnia on swoją pozycję na planszy. Dzięki temu pozostali gracze mogą analizować, w którym kierunku poruszał się następnie Pan X, ponieważ z każdej lokalizacji istnieje ograniczona liczba ruchów określonym środkiem transportu.
Gra kończy się w momencie, gdy którykolwiek z detektywów znajdzie się na tym samym polu, co Pan X – który ma obowiązek w takim przypadku się ujawnić. Dla powodzenia misji policjantów istotne znaczenie ma, jak potrafią ułożyć współpracę pomiędzy sobą i zaplanują ruchy, aby obstawić najwięcej lokalizacji, których mógł się znaleźć Pan X. Pan X zwycięża, gdy w ciągu 24 ruchów nie zostanie złapany przez żadnego z detektywów.
Warto zauważyć, że gra w dużej mierze opiera się na zaufaniu względem gracza wcielającego się w rolę X, jako że ma on szerokie możliwości oszukania pozostałych uczestników. W celu uniknięcia takich sytuacji można poprosić osobę trzecią, by nadzorowała poczynania X (miała dostęp do sporządzanych przez niego na tablicy notatek i znała jego położenie), nie ujawniając ich reszcie graczy, jeśli oczywiście nie łamią one zasad. Należy również analizować retrospektywnie ruchy X-a.